# Reid (Wisconsin)
Reid – miasto w Stanach Zjednoczonych, w stanie Wisconsin, w hrabstwie Marathon.